# Zócalo de CPU

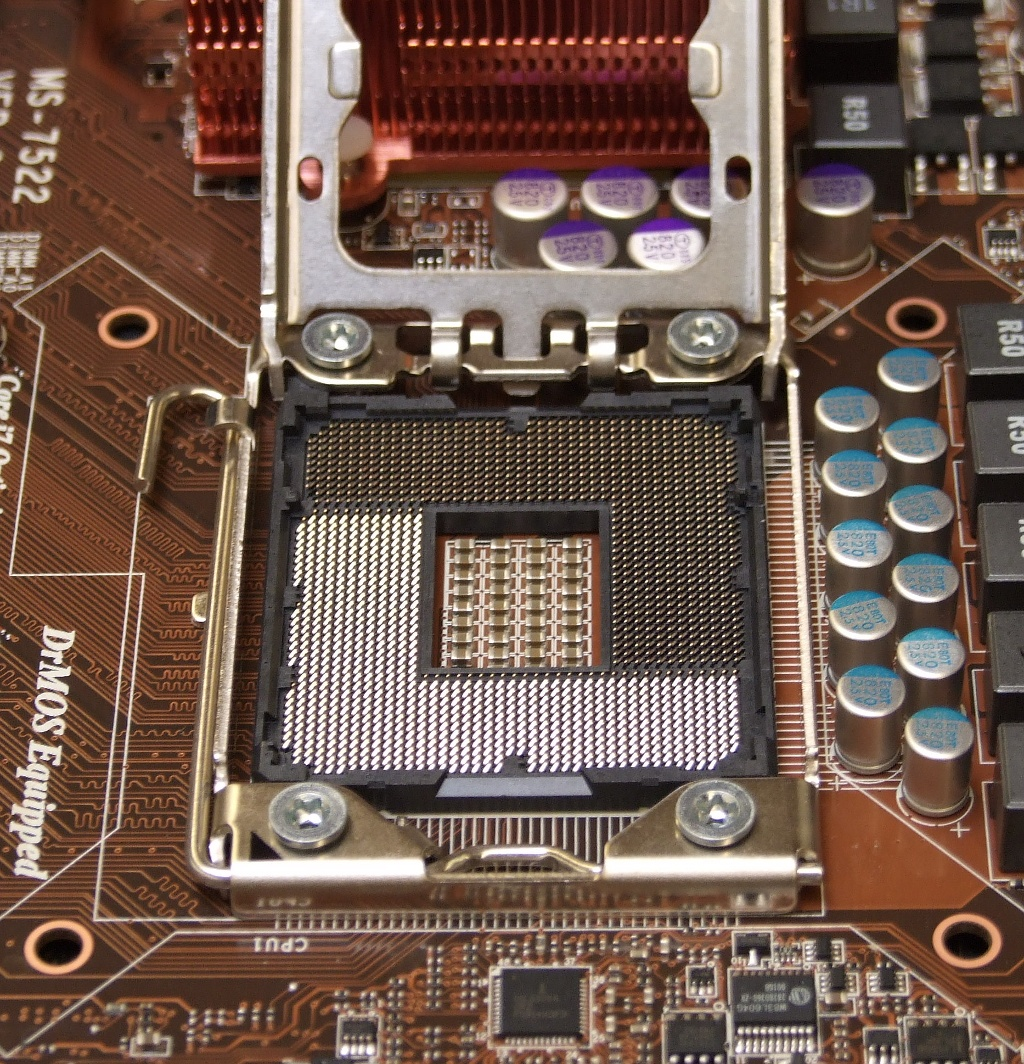
Fotografía ilustrativa de un zócalo LGA1366 para microprocesadores Intel.

El zócalo de CPU (socket en inglés) es un tipo de zócalo electrónico (sistema electromecánico de soporte y conexión eléctrica) instalado en la placa base, que se usa para fijar y conectar el microprocesador sin soldarlo, lo cual permite ser extraído después. Por ello, se utiliza en equipos de arquitectura abierta, donde se busca que haya modularidad en la variedad de componentes, permitiendo el cambio de la tarjeta o el integrado. En los equipos de arquitectura propietaria, los integrados se añaden sobre la placa base soldándolo, como sucede en las videoconsolas.
Existen variantes desde 40 conexiones para integrados pequeños, hasta más de 1300 para microprocesadores, los mecanismos de retención del integrado y de conexión dependen de cada tipo de zócalo, aunque en la actualidad predomina el uso de zócalo con pines (Zero Insertion Force, ZIF) o LGA (Land Grid Array) con contactos.También hay otros dos tipos de socket como el PGA (Pin Grid Array) y BGA (Ball Grid Array). De parte de Intel son muy pocos los socket de tipo PGA pero por parte de AMD es totalmente lo contrario y BGA es muy común en laptops o Netbooks que no comparten los mismos socket que los ordenadores de escritorio.

## Historia
Los primeros procesadores desde el Intel 4004, hasta los de principios de los años 80, se caracterizaron por usar empaque DIP que era un estándar para los circuitos integrados sin importar si eran analógicos o digitales. Para estos empaques de pocos pines (hasta 44) y de configuración sencilla, se usaron bases de plástico con receptores eléctricos, que se usan todavía para otros integrados.

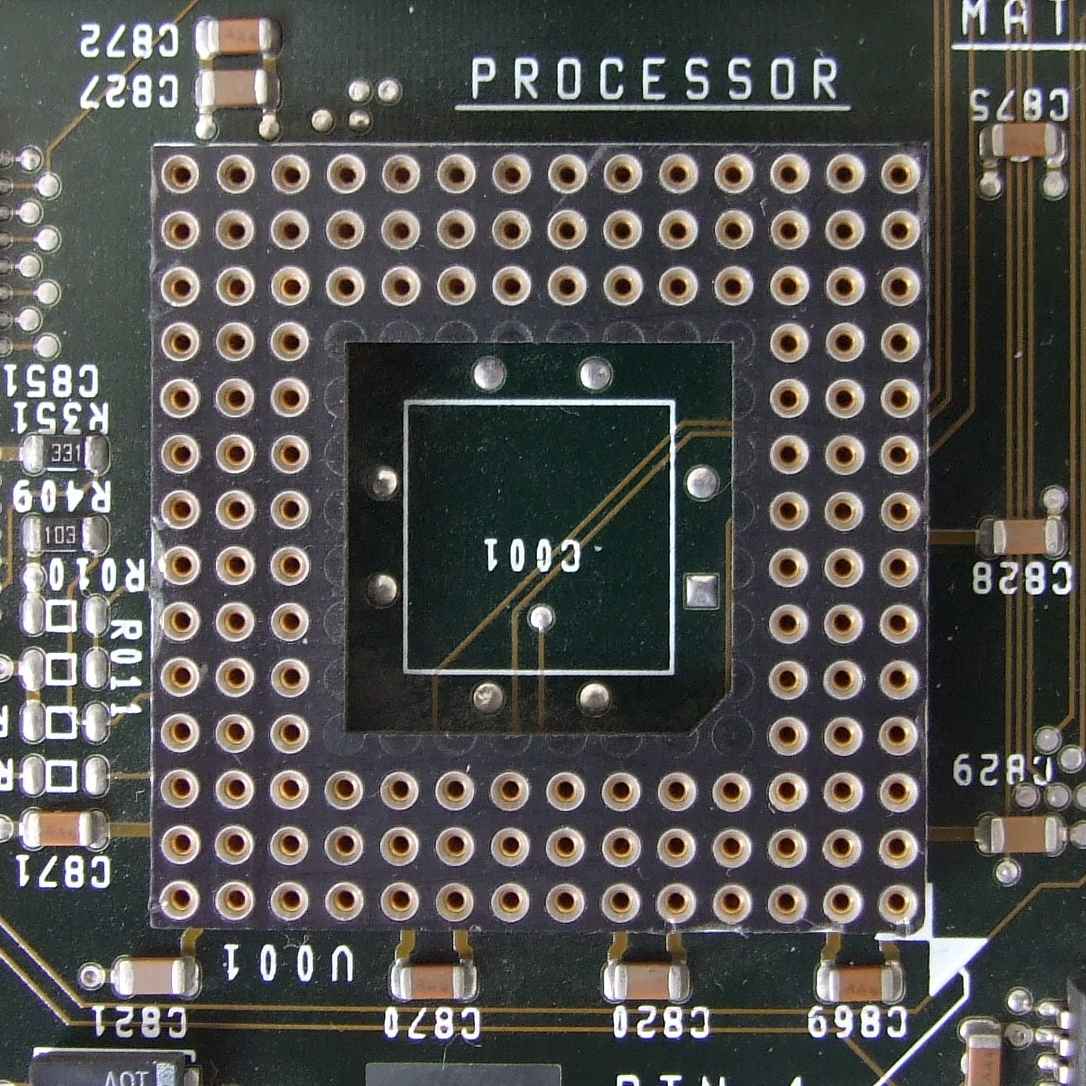
Antiguo zócalo PGA para un procesador Intel 80386.

Debido al aumento en el número de pines, se empezó a utilizar empaques PLCC como en el caso del intel 80186. Este empaque puede ser instalado directamente sobre la placa base (soldándolo) o con un zócalo PLCC permitiendo el cambio del microprocesador. Actualmente es usado por algunas placas base para los integrados de memoria ROM. En ese zócalo, el integrado se extrae haciendo palanca con un destornillador de punta plana.
En algunos Intel 80386 se usó el empaque PGA en el cual una superficie del procesador tiene un arreglo de pines, y que requiere un zócalo con agujeros sobre su superficie, que retiene el integrado por presión. En la versión para el procesador intel 80486 SX se implementó el llamado Socket 1 que tenía 169 pines. Según estudios de Intel, la presión requerida para instalar o extraer el integrado es de 100 libras, lo que condujo a la invención de zócalos de baja presión LIF y por último al zócalo de presión nula ZIF.

## Funcionamiento
El zócalo va soldado sobre la placa base de manera que tiene conexión eléctrica con los circuitos del circuito impreso. El procesador se monta de acuerdo a unos puntos de guía (borde de plástico, indicadores gráficos, pines o agujeros restantes) de manera que cada pin o contacto quede alineado con el respectivo punto del zócalo. Alrededor del área del zócalo, se definen espacios libres, se instalan elementos de sujeción y agujeros, que permiten la instalación de dispositivos de disipación de calor, de manera que el procesador quede entre el zócalo y esos disipadores.
En los últimos años el número de pines ha aumentado de manera substancial debido al aumento en el consumo de energía y a la reducción de voltaje de operación. En los últimos 15 años, los procesadores han pasado de voltajes de 5 V a algo más de 1 V y de potencias de 20 vatios, a un promedio de 80 vatios.
Para transmitir la misma potencia a un voltaje menor, deben llegar más amperios al procesador lo que requiere conductores más anchos o su equivalente: más pines dedicados a la alimentación. No es extraño encontrar procesadores que requieren de 80 a 120 amperios de corriente para funcionar cuando están a plena carga, lo que resulta en cientos de pines dedicados a la alimentación. En un procesador de zócalo 775, aproximadamente la mitad de contactos son para la corriente de alimentación.
La distribución de funciones de los pines, hace parte de las especificaciones de un zócalo y por lo general cuando hay un cambio substancial en las funciones de los puertos de entrada de un procesador (cambio en los buses o alimentación entre otros), se prefiere la formulación de un nuevo estándar de zócalo, de manera que se evita la instalación de procesadores con tarjetas incompatibles.
En algunos casos a pesar de las diferencias entre unos zócalos y otros, por lo general existe retrocompatibilidad (las placas bases aceptan procesadores más antiguos). En algunos casos, si bien no existe compatibilidad mecánica y puede que tampoco de voltajes de alimentación, sí en las demás señales. En el mercado se encuentran adaptadores que permiten montar procesadores en placas con zócalos diferentes, de manera que se monta el procesador sobre el adaptador y este a su vez sobre el zócalo.

## Tipos de encapsulado usados en zócalos para chips
- PGA (pin grid array, matriz de rejilla de pines): la conexión se realiza mediante pequeños pines metálicos repartidos a lo largo de la CPU. Estos pines encajan en los orificios del zócalo con el mismo diámetro de los pines.
- BGA (ball grid array, matriz de rejilla de bolas): la conexión se realiza mediante pequeños pines en forma circular colocados en el zócalo, estas conexiones encajan a los orificios de la CPU y se fijan soldándolos.
- LGA (land grid array, matriz de contactos en rejilla): la conexión se realiza mediante superficies de contacto que encajan entre las de la CPU y las del zócalo.

## Algunos ejemplos
| === AMD === - Socket 462 - Socket 754 - Socket 939 - Socket AM2+ - Socket AM3+ - Socket AM4 - Socket FM2 - Socket FM2+ - Socket TR4 - Socket sTRX4 | - LGA 1156 - LGA 1366 - LGA 2011 - LGA 1200 - LGA 1700 }} |